# ۲۴۱ (پیش از میلاد)
۲۴۱ (پیش از میلاد) ۲۴۱مین سال قبل از تقویم میلادی است.